# Georg Ludwig von Kreß

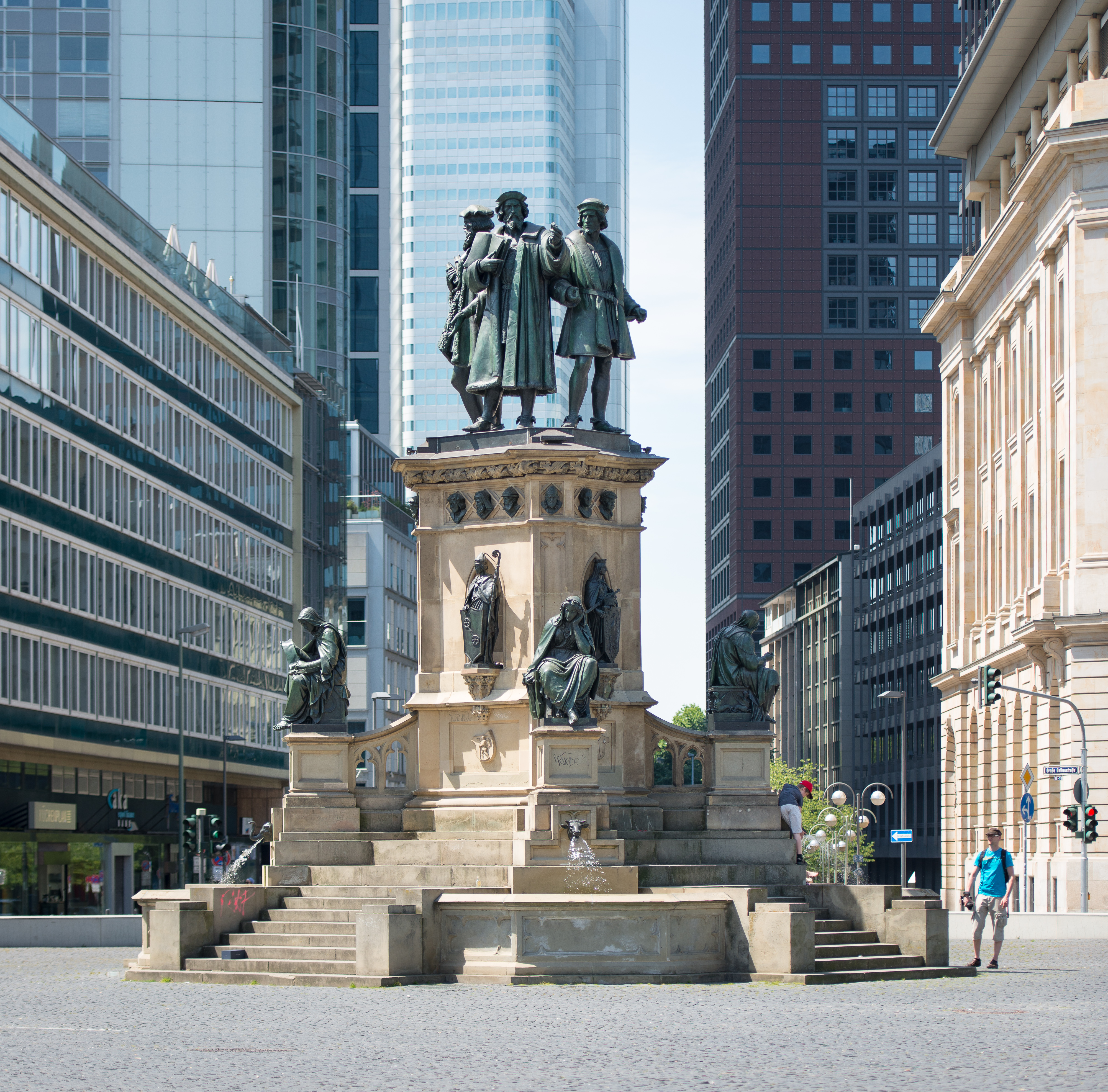
Gutenberg-Denkmal Frankfurt

Georg Ludwig von Kreß (auch: Georg Ludwig Freiherr Kreß von Kressenstein; * 1797 in Wetzlar; † 26. Dezember 1877 in Mögeldorf) war ein deutscher Maler, Kupferstecher und Galvanoplastiker.

## Leben
Die ersten Lebensjahre verbrachte Georg Ludwig Kreß von Kressenstein in Wetzlar, wo sein Vater Prokurator am Reichskammergericht war. 1807 siedelte die Familie nach Darmstadt um. Im Alter von 17 Jahren nahm er als Freiwilliger an den Befreiungskriegen teil und wurde 1817 Lieutenant im großherzoglichen hessischen Leibregiment. In der Garnison von Gießen hatte er die Möglichkeit, sich wissenschaftlich weiterzubilden. 1820 wurde er nach Offenbach am Main versetzt und erlernte unter der Leitung der Landschaftsmaler Anton Radl und Friedrich Christian Reinermann das Zeichnen. Aus gesundheitlichen Gründen nahm er 1828 seinen Abschied vom Militär und betätigte sich danach als Maler und Kupferstecher.
Für verschiedene Kunsthandlungen, wie Jakob Hölscher in Koblenz, Jügel in Frankfurt am Main und Korn in Breslau, fertigte er Druckplatten von Landschaften in Aquatinta. 1840 reiste von Kreß nach Sankt Petersburg und lernte dort die Technik der Galvanoplastik und deren Erfinder, Moritz Hermann von Jacobi, kennen. Mit Hilfe dieser neuen Technik ließen sich die geätzten und gestochenen Kupferplatten vervielfältigen und die Anzahl der Drucke erheblich erhöhen. Da sich auch plastische Gegenstände mit dieser Technik vervielfältigen ließen, erlernte er den Formenbau mit Gips und gründete zusammen mit seinem Freund Carl Jochim in St. Petersburg einen Betrieb für Galvanoplastik. Für Zar Nikolaus I. fertigte er rund 300 Nachbildungen von goldenen und silbernen Schüsseln aus dem Moskauer Kronschatz, die dann im Winterpalais Sankt Petersburg ausgestellt wurden.
1845 zog von Kreß nach Frankfurt und errichtete dort eine Werkstatt für Galvanoplastik. Seine erste größere Arbeit war die Reproduktion des Kopfes eines Gutenberg-Denkmals des Künstlers Eduard Schmidt von der Launitz. Auf Grund der hohen Qualität dieser Arbeit verhandelte das Denkmal-Comité mit ihm über die Herstellung von drei großen Figuren von Johannes Gutenberg, Peter Schöffer und Johannes Fust. Diese Figuren stellte er in seinem Atelier in Oberrad bis 1853 fertig. Von 1867 bis 1873 arbeitete von Kreß in Darmstadt, wo er mehrere große Denkmale schuf. Ab 1873 leitete er für kurze Zeit ein Atelier des Gewerbemuseums in Nürnberg. Bis zu seinem Tod am 26. Dezember 1877 widmete er sich nur noch der Landschaftsmalerei.

## Auswahl seiner Werke
- 1845 bis 1853 Gutenberg-Denkmal mit Gutenberg, Schöffer und Fust
- Lessing-Statue
- Relief Amor auf dem Panther nach Ernst Rietschel
- Herkulesschild nach Schwanthaler
- Haarmann-Denkmal in Holzminden nach G. Heyberger
- Fontainen-Gruppe von Drake für Amerika
- Großer Seekrebs
- Landschaft-Reliefs nach Jakob Gauermann

## Schriften
- Eine Formmasse für Galvanoplastik. In: Polytechnisches Journal. 187, 1868, Miszelle 7, S. 520–521.
- Rittersaal im Schlosse zu Erbach im Odenwalde, 1832 (eingeschränkte Vorschau in der Google-Buchsuche)
- Die Galvanoplastik für industrielle Zwecke: Resultate von sechsundzwanzigjähriger Erfahrungen. Frankfurt a. M. 1867 (eingeschränkte Vorschau in der Google-Buchsuche)
- Das Schenkbuch einer Nürnberger Patriziersfrau von 1416 bis 1438. In: Anzeiger für Kunde der deutschen Vorzeit. Band 23, Nürnberg 1872.